# Szegedi járás
A Szegedi járás Csongrád-Csanád vármegyéhez tartozó járás Magyarországon, amely 2013-ban jött létre. Székhelye Szeged. Területe 741,10 km², népessége 206 605 fő, népsűrűsége 279 fő/km² volt a 2012. évi adatok szerint. Két város (Szeged és Sándorfalva) és 11 község tartozik hozzá.
A Szegedi járás a járások 1983-as megszüntetése előtt is létezett. Az 1950-es járásrendezés során Szegedre helyezték a Kiskundorozsmai járás székhelyét, és nevét ennek megfelelően módosították, megszűnésére pedig 1983 végén, az összes magyarországi járás megszüntetésekor került sor.

## Települései
| Település     | Rang (2013. július 15.)                      | Kistérség (2013. január 1.) | Népesség (2012. január 1.) | Terület (km²) |
| ------------- | -------------------------------------------- | --------------------------- | -------------------------- | ------------- |
| Szeged        | megyeszékhely megyei jogú város régióközpont | Szegedi                     | 170 052                    | 281           |
| Sándorfalva   | város                                        | Szegedi                     | 7 953                      | 55,77         |
| Algyő         | nagyközség                                   | Szegedi                     | 5 251                      | 75,77         |
| Deszk         | község                                       | Szegedi                     | 3 644                      | 52,05         |
| Dóc           | község                                       | Szegedi                     | 765                        | 49,43         |
| Domaszék      | község                                       | Szegedi                     | 4 974                      | 52,15         |
| Ferencszállás | község                                       | Makói                       | 615                        | 5,79          |
| Klárafalva    | község                                       | Makói                       | 476                        | 9,1           |
| Kübekháza     | község                                       | Szegedi                     | 1 488                      | 27,31         |
| Röszke        | község                                       | Szegedi                     | 3 176                      | 36,63         |
| Szatymaz      | község                                       | Szegedi                     | 4 674                      | 53,72         |
| Tiszasziget   | község                                       | Szegedi                     | 1 751                      | 26,89         |
| Újszentiván   | község                                       | Szegedi                     | 1 786                      | 15,49         |

## Története
A Szegedi járás az 1950-es járásrendezés során jött létre 1950. június 1-jén az addigi Kiskundorozsmai járás székhelyének áthelyezésével és nevének megváltoztatásával.
Területe 1952-ben egy Szeged határából alakult községgel, 1956-ban pedig a megszűnő Csongrádi járás két községével bővült, 1973-ban pedig öt községét Szegedhez csatolták.
1984. január 1-jétől új közigazgatási beosztás lépett életbe, ezért 1983. december 31-én valamennyi járás megszűnt, így a Szegedi is. A járás községei közül Kistelek és Mórahalom városi jogú nagyközségi rangot kapott, a járás többi községe pedig a Szegedi városkörnyék, illetve a Kisteleki és a Mórahalmi nagyközségkörnyék között került felosztásra.

### Községei 1950 és 1983 között
Az alábbi táblázat felsorolja a Szegedi járáshoz tartozott községeket, bemutatva, hogy mikor tartoztak ide, és hogy hova tartoztak megelőzően, illetve később. (A községek nevei az utolsó hivatalos elnevezés szerintiek. Több község neve megváltozott a tárgyalt időszakban, a táblázat e változásokat nem jelzi.)
| Község         | Mikortól         | Honnan                                 | Meddig             | Hova                            |
| -------------- | ---------------- | -------------------------------------- | ------------------ | ------------------------------- |
| Algyő          | 1950. június 1.  | Kiskundorozsmai járásból               | 1973. április 14.  | Szeged városhoz                 |
| Ásotthalom     | 1950. június 1.  | Szeged területéből                     | 1983. december 31. | Mórahalomi nagyközségkörnyékhez |
| Baks           | 1956. február 1. | Csongrádi járásból                     | 1983. december 31. | Kisteleki nagyközségkörnyékhez  |
| Balástya       | 1950. június 1.  | Szeged területéből                     | 1983. december 31. | Kisteleki nagyközségkörnyékhez  |
| Bordány        | 1950. június 1.  | Kiskundorozsmai járásból               | 1983. december 31. | Szegedi városkörnyékhez         |
| Csengele       | 1950. június 1.  | Szeged területéből                     | 1983. december 31. | Kisteleki nagyközségkörnyékhez  |
| Deszk          | 1950. június 1.  | Torontáli járásból                     | 1983. december 31. | Szegedi városkörnyékhez         |
| Dóc            | 1952. január 1.  | Sándorfalva és Ópusztaszer területéből | 1983. december 31. | Szegedi városkörnyékhez         |
| Domaszék       | 1952. január 1.  | Szeged területéből                     | 1983. december 31. | Szegedi városkörnyékhez         |
| Forráskút      | 1950. június 1.  | Kiskundorozsmai járásból               | 1983. december 31. | Szegedi városkörnyékhez         |
| Gyálarét       | 1950. június 1.  | Torontáli járásból                     | 1973. április 14.  | Szeged városhoz                 |
| Kiskundorozsma | 1950. június 1.  | Kiskundorozsmai járásból               | 1973. április 14.  | Szeged városhoz                 |
| Kistelek       | 1950. június 1.  | Csongrádi járásból                     | 1983. december 31. | Kisteleki nagyközségkörnyékhez  |
| Kübekháza      | 1950. június 1.  | Torontáli járásból                     | 1983. december 31. | Szegedi városkörnyékhez         |
| Mórahalom      | 1950. június 1.  | Szeged területéből                     | 1983. december 31. | Mórahalomi nagyközségkörnyékhez |
| Ópusztaszer    | 1956. február 1. | Csongrádi járásból                     | 1983. december 31. | Kisteleki nagyközségkörnyékhez  |
| Öttömös        | 1950. június 1.  | Kiskundorozsmai járásból               | 1983. december 31. | Mórahalomi nagyközségkörnyékhez |
| Pusztamérges   | 1950. június 1.  | Kiskundorozsmai járásból               | 1983. december 31. | Mórahalomi nagyközségkörnyékhez |
| Pusztaszer     | 1950. június 1.  | Csongrádi járásból                     | 1983. december 31. | Kisteleki nagyközségkörnyékhez  |
| Röszke         | 1950. június 1.  | Szeged területéből                     | 1983. december 31. | Szegedi városkörnyékhez         |
| Ruzsa          | 1950. június 1.  | Szeged területéből                     | 1983. december 31. | Mórahalomi nagyközségkörnyékhez |
| Sándorfalva    | 1950. június 1.  | Kiskundorozsmai járásból               | 1983. december 31. | Szegedi városkörnyékhez         |
| Szatymaz       | 1950. június 1.  | Szeged területéből                     | 1983. december 31. | Szegedi városkörnyékhez         |
| Szőreg         | 1950. június 1.  | Torontáli járásból                     | 1973. április 14.  | Szeged városhoz                 |
| Tápé           | 1950. június 1.  | Kiskundorozsmai járásból               | 1973. április 14.  | Szeged városhoz                 |
| Tiszasziget    | 1950. június 1.  | Torontáli járásból                     | 1983. december 31. | Szegedi városkörnyékhez         |
| Újszentiván    | 1950. június 1.  | Torontáli járásból                     | 1983. december 31. | Szegedi városkörnyékhez         |
| Üllés          | 1950. június 1.  | Kiskundorozsmai járásból               | 1983. december 31. | Szegedi városkörnyékhez         |
| Zákányszék     | 1950. június 1.  | Szeged területéből                     | 1983. december 31. | Mórahalomi nagyközségkörnyékhez |
| Zsombó         | 1950. június 1.  | Kiskundorozsmai járásból               | 1983. december 31. | Szegedi városkörnyékhez         |

### Történeti adatai
Megszűnése előtt, 1983 végén területe 1341 km², népessége pedig mintegy 75 ezer fő volt.